# Enguídanos
Enguídanos – gmina w Hiszpanii, w prowincji Cuenca, w Kastylii-La Mancha, o powierzchni 165,35 km². W 2011 roku gmina liczyła 375 mieszkańców.